# Friedrich Weber (Kupferstecher)

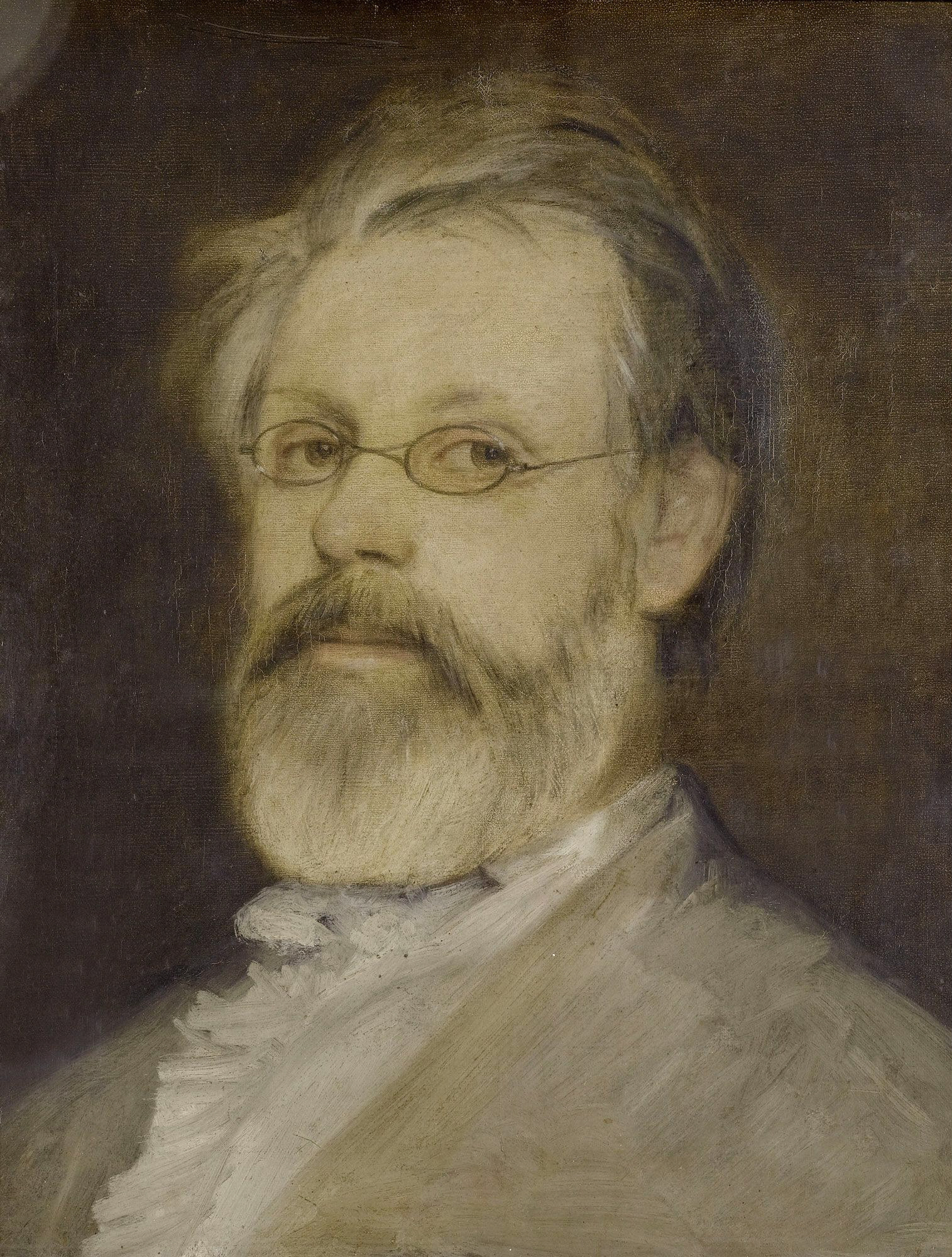
Arnold Böcklin: Bildnis Friedrich Weber, 1869

Friedrich Weber (* 10. September 1813 in Liestal; † 17. Februar 1882 in Basel) war ein Schweizer Kupferstecher.

## Leben und Werk
Friedrich Weber besuchte die Schule in Liestal. Im Frühjahr 1828 begann er eine Lehre beim Kupferstecher François-Jacques Oberthür in Strassburg, die 1832 abgeschlossen war. Von Oktober 1832 bis 1835 bildete er sich bei Carl Ludwig Frommel in Karlsruhe und an der Akademie in München weiter. So eignete er sich auch die Technik des Stahlstechens an. Sein erfolgreichstes Blatt (Elisabeth) gelang ihm 1836. Von 1840 bis 1859 lebte und arbeitete er in Paris. Dort wurde er 1841 Schüler von Paul Delaroche und 1843 von François Forster.
In Paris gründete Weber 1846 den ersten deutschen Gesangsverein. Ausserdem war er als Flötist angesehen. Für seinen 1845 geschaffenen Stich Napoleon und sein Sohn erhielt er 1847 die Goldene Medaille am Pariser Salon. In Brüssel wurde ihm auf der Kunstausstellung 1851 eine Auszeichnung für Italienerin am Brunnen zuteil. Im Sommer 1852 heiratete er Elisabeth Bischoff aus Basel. 1859 liess er sich in Basel nieder; er fertigte dort zahlreiche Porträts von einheimischen Persönlichkeiten an sowie Stiche nach Gemälden aus der Basler Öffentlichen Kunstsammlung.
Er wurde Mitglied der Basler Kunstkommission sowie Ehrenmitglied des Kunstvereins und der Historischen Gesellschaft. 1861 wurde ihm von der Königlichen Akademie der Künste zu Berlin die Goldene Medaille für Kunst verliehen. Er gehörte ihr ab dem Frühjahr 1874 als auswärtiges Mitglied an. Daneben wurde er auch in den Akademien von Paris und Genf als Mitglied geführt. Hinzu kam ab 1878 eine Ehrenmitgliedschaft in der Akademie der Bildenden Künste Wien.
Friedrich Weber war einer der bekanntesten Kupferstecher seiner Zeit. Spezialisiert war er auf Porträts, Buchillustrationen und Übertragungen von Gemälden anderer Künstler.